# Sporomega
Sporomega — рід грибів родини Rhytismataceae. Назва вперше опублікована 1842 року.